# Лауфрани, Николя
Николя Лауфрани (род. 17 декабря 1971, Нёйи-сюр-Сен, Иль-де-Франс, Франция) — генеральный директор компании Smiley, владеющей торговой маркой и авторскими правами на изображение и название смайлика более чем в 100 странах.

## Компания Smiley
Николя Лауфрани и его отец, французский журналист Франклин Лауфрани, в 1996 году создали в Лондоне лицензирующую компанию Smiley, возвращая себе все ранее существовавшие права на товарные знаки, которые Франклин Лауфрани отстаивал на логотип Smiley с 1971 года.

## Развитие бренда «смайлик»
Николя Лауфрани продлил регистрацию названия бренда и начал добиваться более тесного ассоциирования логотипа с названием, создавая новый образ бренда для этикеток, упаковок, каталогов и тому подобных вещей. Также благодаря его стараниям бренд был представлен во всем мире. Посредством всеобъемлющей стратегии бренда была обеспечена поддержка всем лицензионным партнерам. Николя Лауфрани ставил целью вывести свой логотип на такой же уровень, как другие знаменитые логотипы — крыло Nike или крокодил Lacoste.

## Графические эмотиконы
В 1997 году Николя Лауфрани, обратив внимание на рост популярности ASCII-эмотиконов в мобильных технологиях, начал экспериментировать с анимированными смайликами с целью создания красочных значков, которые соответствовали бы существовавшим изначально ASCII-эмотиконам, состоящим из простых знаков препинания, чтобы усовершенствовать их для более интерактивного использования в цифровом общении. Из них Лауфрани составил онлайн-словарь эмотиконов, разбитый на отдельные категории: «Классические», «Эмоции», «Флаги», «Праздники», «Развлечения», «Спорт», «Погода», «Животные», «Еда», «Национальности», «Профессии», «Планеты», «Зодиак», «Младенцы». Впервые эти изображения были зарегистрированы в 1997 году в Бюро регистрации авторских прав США, впоследствии эти значки были размещены в виде файлов .gif в Интернете в 1998 году и стали первыми в истории графическими эмотиконами, применяемыми в технологиях.
В 2000 году «Каталог эмотиконов», созданный Лауфрани, был предложен в Интернете для скачивания пользователями на сотовые телефоны с веб-сайта smileydictionary.com, на котором было собрано более 1000 графических эмотиконов-смайликов и их ASCII-версий. Этот же каталог впоследствии, в 2002 году, был опубликован в книге, выпущенной издательством Marabout под названием «Dico Smileys».
В 2001 году компания Smiley начала лицензировать права на использование графических эмотиконов Лауфрани при скачивании эмотиконов на сотовые телефоны различными телекоммуникационными компаниями, в числе которых были Nokia, Motorola, Samsung, SFR (vodaphone) и Sky Telemedia.

## Спор с компанией Wal-Mart
В 2001 году компания Smiley вступила в длительный правовой спор в США с сетью супермаркетов Wal-Mart, претендовавшей на владение правами на оригинальный изобразительный знак. Конфликт не включал в себя каких-либо разногласий по поводу прав на значки, созданные Николя Лауфрани, или названия бренда Smiley. Дело в конце концов было урегулировано между обеими сторонами в 2010 году в Федеральном суде в Чикаго, на условиях, которые не разглашались.
Ранее проделанная компанией работа, в сочетании с репутацией, порожденной судебным делом, обусловили высокую узнаваемость логотипа Smiley, и у компании стали появляться новые партнеры, получающие лицензии на брендирование такой продукции, как одежда, парфюмерия, плюшевые игрушки, канцтовары, а также на проведение рекламных кампаний.

## Ассоциация SmileyWorld
В 2005 году семейство Лауфрани учредило благотворительную организацию SmileyWorld Association (SWA). Впоследствии Николя Лауфрани принял решение о коммерциализации этичной продукции посредством использования органического хлопка при производстве одежды, приверженности принципам справедливой торговли и направления части прибыли компании в Ассоциацию SmileyWorld.

## Товарищества и концептуальные магазины
Николя Лауфрани организовал товарищества с такими престижными дизайнерами, как Томми Хилфигер, Ора Ито и Жан-Шарль де Кастельбажак, и продукция Smiley начала появляться в известных бутиках — Colette в Париже, Fred Segal в Лос-Анджелесе, Henry Bendel в Нью-Йорке и Stierblut в Мюнхене.
В декабре 2011 года в Лондоне открылся первый бутик Smiley.

## Финансовый рейтинг
Компания Smiley — одна из 100 крупнейших лицензирующих компаний в мире, её товарооборот в 2012 году составил 167 млн долларов США.